# 奇蹟聖母堂 (威尼斯)
奇蹟聖母堂 (義大利語：Santa Maria dei Miracoli)是位於義大利威尼斯卡納雷吉歐區的一座教堂。奇蹟聖母堂被認為是威尼斯文藝復興早期建築的代表作，教堂修建於1481年至1489年期間。教堂以彩色大理石等建築特徵著稱。在1987年至1997年期間，奇蹟聖母堂得到了修復。

## 外部連結
- Churches in Cannaregio

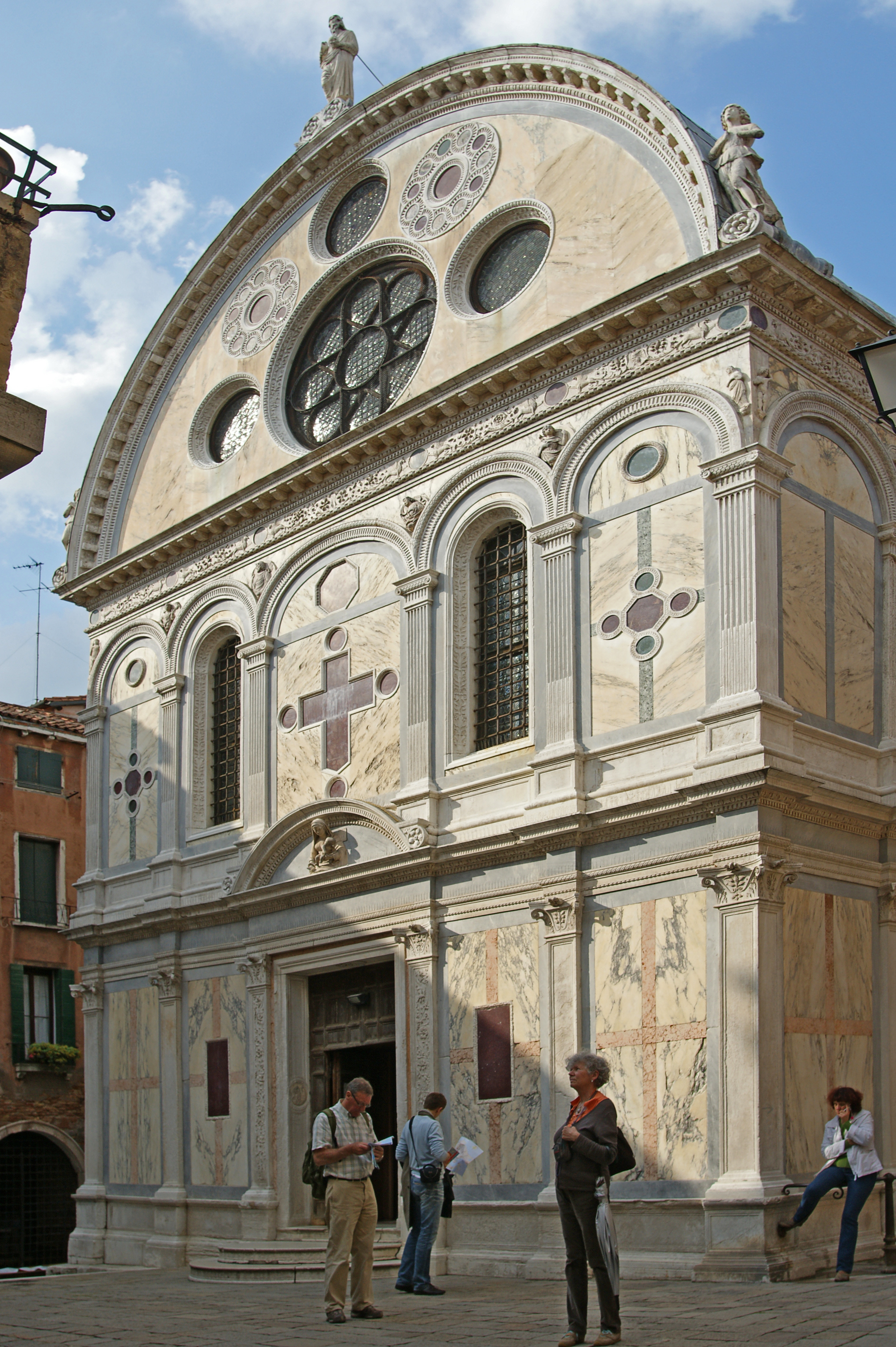
奇蹟聖母堂

- Santa Maria dei Miracoli （页面存档备份，存于）

45°26′22″N 12°20′21″E / 45.43944°N 12.33917°E